# Cảng

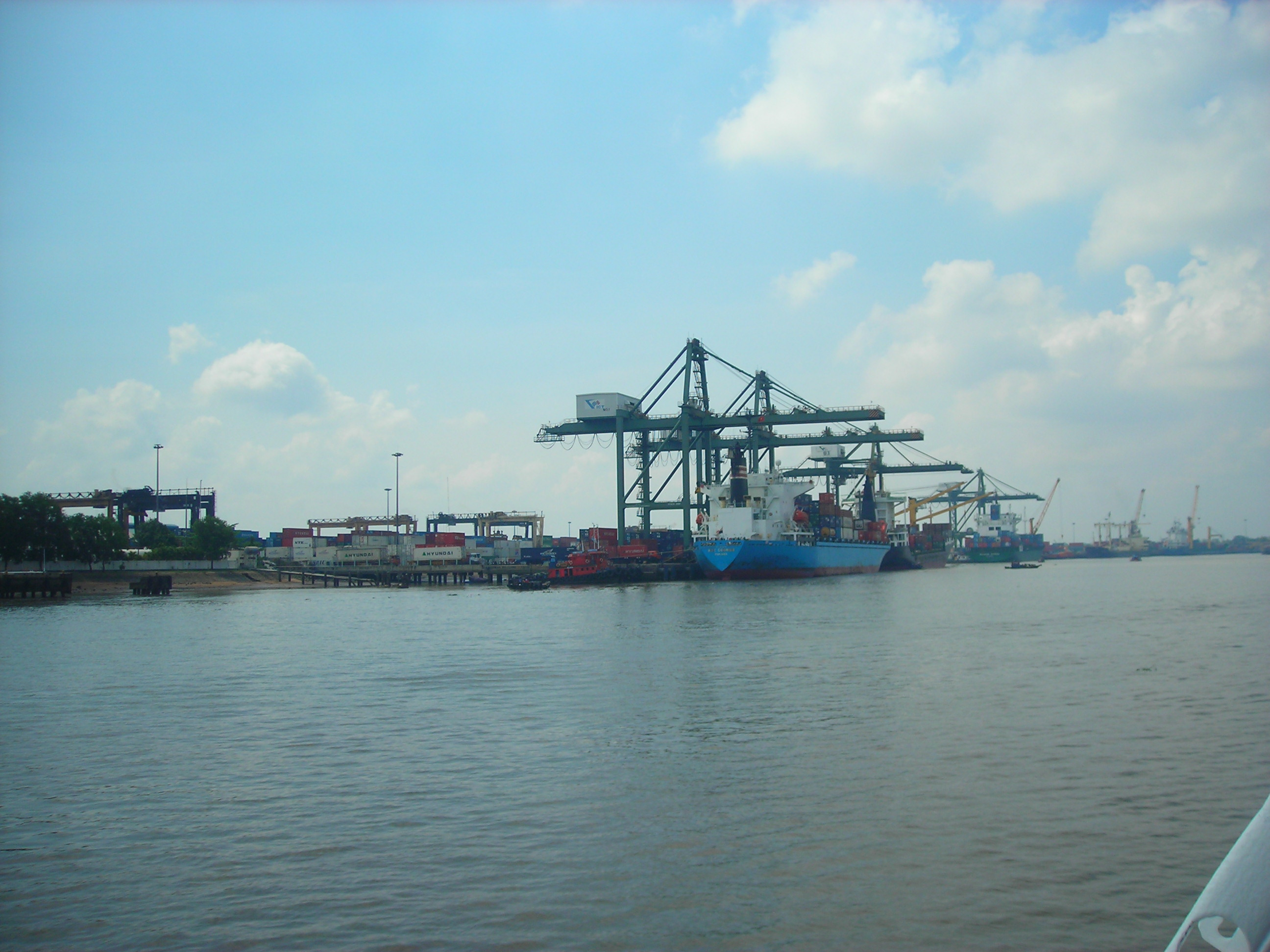
Cảng Sài Gòn

Cảng là một nơi nằm ở bờ sông, hồ hay biển có các trang thiết bị phục vụ cho việc bốc dỡ hàng hóa hoặc nơi đón hoặc đưa hành khách đi lại bằng đường thủy. Cảng bao gồm các cầu tàu ở một khu nước có độ sâu và rộng nhất định phục vụ cho tàu neo đậu hoặc cập bờ. Cảng có thể là tự nhiên hoặc nhân hảo.
Tùy theo vị trí của cảng, cảng được gọi là cảng sông hay cảng biển (hải cảng). Các cảng biển thường là cảng nước sâu phục vụ tàu vận tải lớn với tải trọng cao còn các cảng sông thường phục vụ tàu nhỏ hơn, do độ sâu luồng lạch cũng như diện tích mặt nước cảng. Theo đối tượng tàu phục vụ có thể chia thành cảng nội địa và cảng quốc tế.
Theo đối tượng hàng hóa phục vụ, cảng hàng hóa có thể được chia thành nhiều loại cảng chuyên dụng như cảng hàng rời, cảng công ten nơ, cảng nhiên liệu.
Các dịch vụ và thủ tục ở cảng gồm: dịch vụ bốc dỡ, dịch vụ bến bãi và kho bảo quản hàng hóa, dịch vụ vận chuyển trong cảng và bên ngoài cảng, thủ tục thông quan.

## Cảng tự nhiên
Cảng tự nhiên là những nơi ven biển có địa hình núi đồi lấn ra bao một phần nước yên tĩnh, đảm bảo đủ sâu để neo đậu. Cảng tự nhiên hay còn gọi là cảng (mở rộng) đã được sử dụng từ rất lâu. Cảng tự nhiên thường không cần xây các đê, bờ kè chắn sóng.

## Cảng nhân tạo
Cảng nhân tạo được xây dựng có quy hoạch những nơi ven sông, biển có vị trí thuận lợi. Cảng nhân tạo lớn thường phải xây dựng nhiều công trình (đê, bờ kè,...), lấn biển, nạo vét để thuận lợi cho việc di chuyển của tàu thuyền. Cảng nhân tạo lớn nhất là Jebel Ali ở Dubai.

## Các cảng gần hai cực
Các cảng gần cực bắc và cực nam có khí hậu lạnh, hay có băng đá trên bề mặt nước gây khó khăn cho hoạt động. Việc không có băng đá là lợi thế quan trọng vì vậy một số cảng mùa đông thường không hoạt động hoặc hoạt động chậm.

## Các cảng hoạt động lớn
- Cảng Thượng Hải, Thượng Hải, Trung Quốc
- Cảng Singapore, Singapore